# Brazey-en-Plaine
Brazey-en-Plaine is een gemeente in het Franse departement Côte-d'Or (regio Bourgogne-Franche-Comté). De plaats maakt deel uit van het arrondissement Beaune. Brazey-en-Plaine telde op 1 januari 2022 2.425 inwoners.

## Geografie
De oppervlakte van Brazey-en-Plaine bedroeg op 1 januari 2022 25,55 vierkante kilometer; de bevolkingsdichtheid was toen 94,9 inwoners per km².
De onderstaande kaart toont de ligging van Brazey-en-Plaine met de belangrijkste infrastructuur en aangrenzende gemeenten.

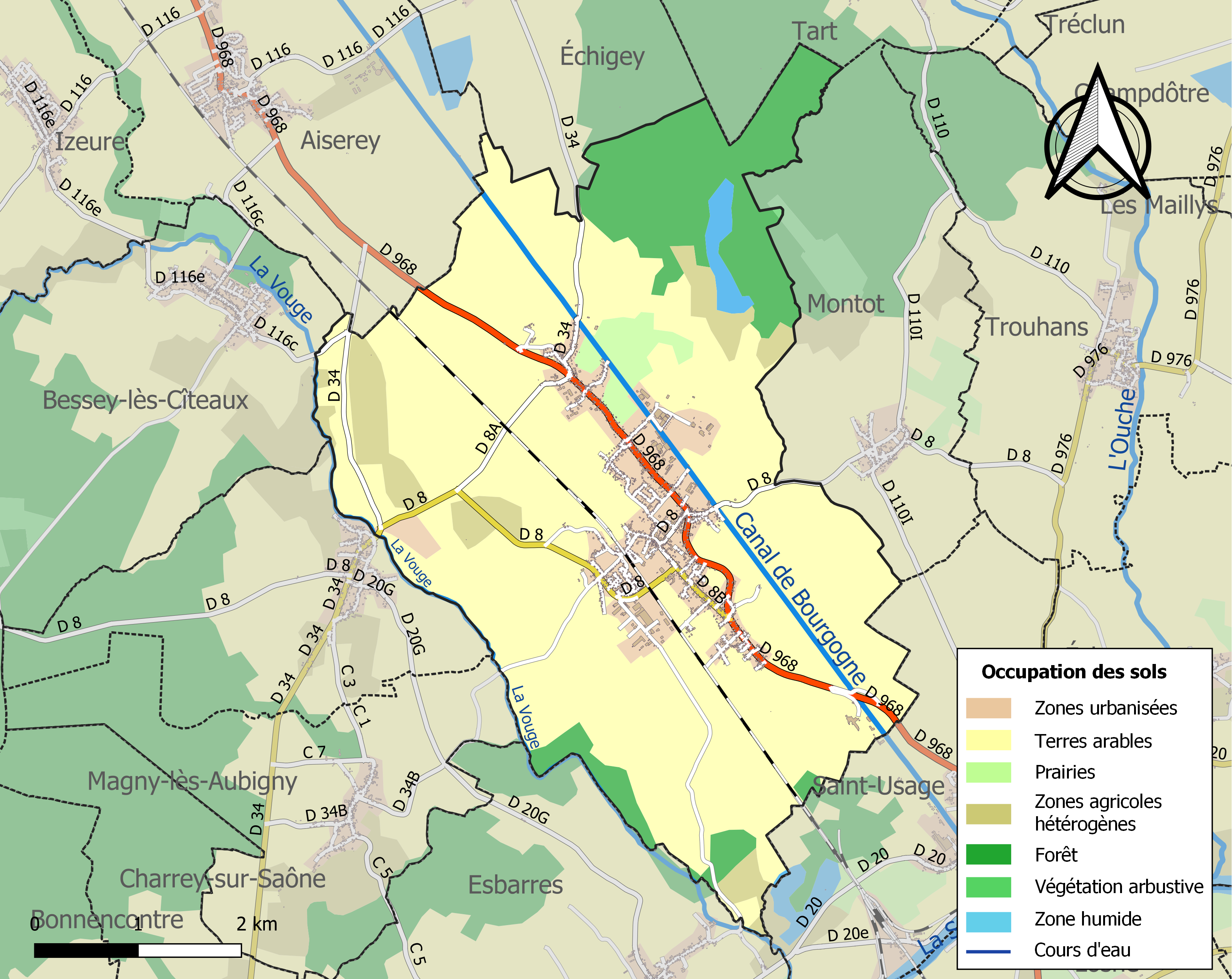

## Demografie
Onderstaande figuur toont het verloop van het inwonertal (bron: INSEE-tellingen).